# João Paulo Fernandes
João Paulo Fernandes, (17 de Agosto de 1871 — 29 de Outubro de 1933) foi um militar português.
Durante a Primeira Guerra Mundial, pertenceu ao corpo de artilharia pesada, motivo pelo qual foi agraciado com a Legião de Honra.
Em 1931 foi promovido a general.
Distinguiu-se pelo seu trabalho de reorganização do Arsenal do Exército.
João Fernandes, colaborou ainda em diversas revistas:
- Revista Militar, da qual foi director
- Revista de Artilharia
- Révue Militaire Suisse